# Imperatriz
Imperatriz är en stad och kommun i norra Brasilien och ligger i delstaten Maranhão. Den är delstatens näst största stad och är belägen längs floden Tocantins, vid gränsen mot delstaten Tocantins. Kommunens folkmängd uppgår till cirka 250 000 invånare.

## Befolkningsutveckling
| Område     | Areal (km²)   | Invånarantal 1 augusti 2000 | Invånarantal 1 augusti 2010 | Invånarantal 1 juli 2014 |
| ---------- | ------------- | --------------------------- | --------------------------- | ------------------------ |
| Kommun     | 1 368,99      | 230 566                     | 247 505                     | 252 320                  |
| Centralort | Ingen uppgift | 218 673                     | 234 547                     | Ingen uppgift            |